# Oružane snage Moldavije
Oružane snage Moldavije sastoje se od kopnenih i zračnih snaga.
Moldavija održava malu vojnu silu s 6,750 vojnika. Izdvaja oko 16 milijuna eura za obranu (2013. godine), što je 0,1% proračuna.
Postoji opći vojni rok, koji traje dvanaest mjeseci. Osim aktivnih vojnika postoji i 66,000 dostupnih rezervista.
Vojska je podijeljena na kopnenu vojsku (5710 članova, uključujući 4,000 ročnika) i zračne snage (1,040 članova). Pomorske snage ne postoje.
Moldavija sudjeluje u sljedećim misijama Ujedinjenih naroda:
- UNOCI
- UNMIK
- UNMIL
- UNMISS